# Mattisudden

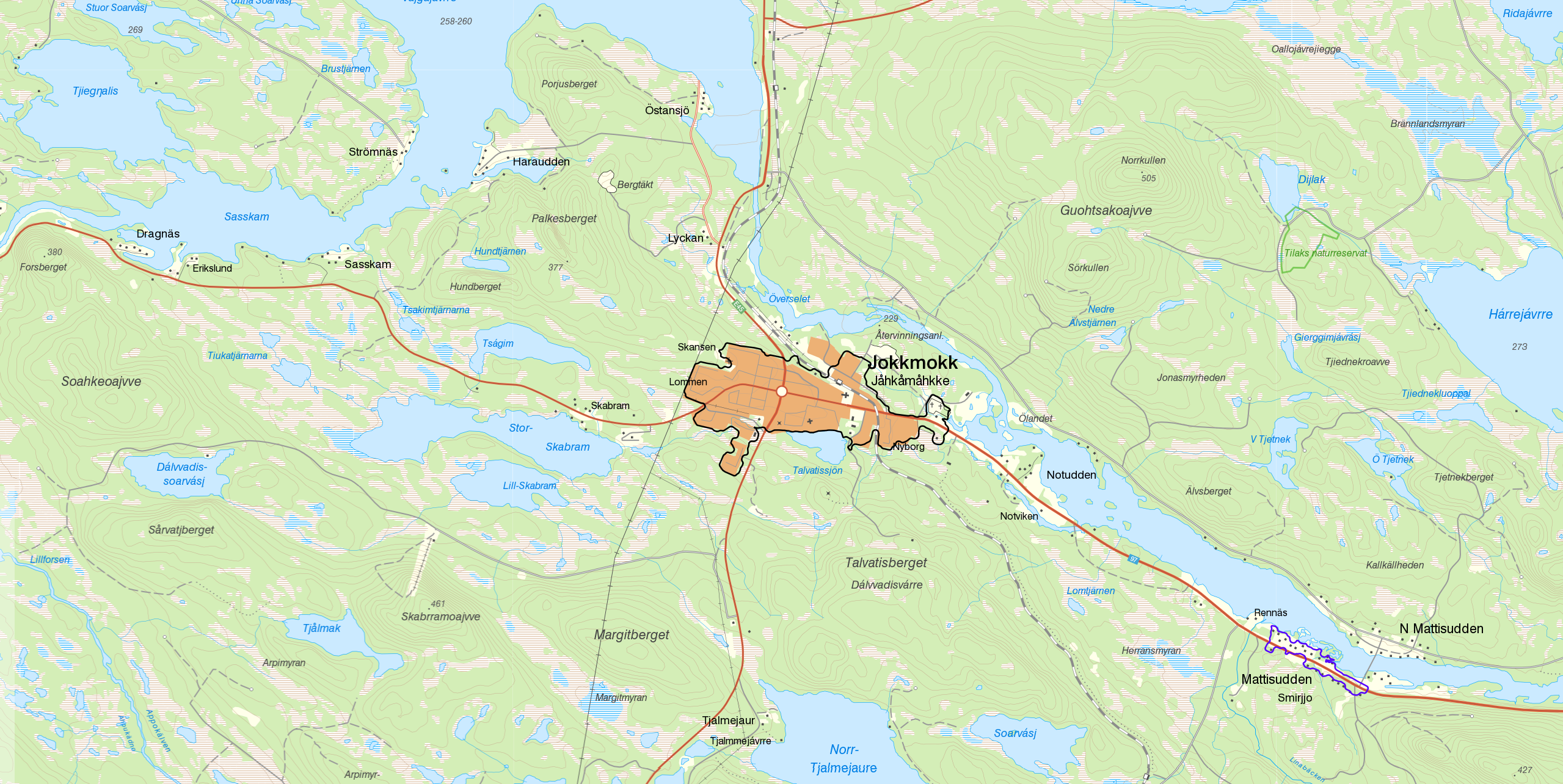
Den av Statistiska centralbyrån avgränsade tätorten Jokkmokk samt småorten Mattisudden med gränserna från tätorts- och småortsavgränsningarna 2015.

Mattisudden (lulesamiska: Smirjjo) är en bebyggelse i Jokkmokks distrikt (Jokkmokks socken) i Jokkmokks kommun. Mattisudden eller Matonjarga (på samiska) ligger vid Lilla Luleälven, cirka 7 kilometer sydost om Jokkmokk. Mattisudden är tvådelad och förbinds med en bro över älven. SCB avgränsade bebyggelsen till en småort från 1995 till 2020. Vid avgränsningen 2020 var antalet bosatta inom avgränsningen färre än 50 och småorten avregistrerades. I augusti 2020 fanns det enligt Ratsit 90 personer över 16 år registrerade med Mattisudden som adress. Vid folkräkningen år 1890 fanns det 62 personer som var skrivna i Mattisudden.

## Historia
Det första nybygget anlades av en inflyttad svensk i byn 1792 under namnet Mattisudden eller Övre Nelkerim, fast den kallades även Smeds eller Smirjoo (samiska). Mannen som anlade nybygget var sockensmed. Staten lockade på den tiden nybyggare till trakten genom att exempelvis lova 15 års skattefrihet och att man slapp göra militärtjänst. Det var en del som nappade på erbjudandet, några flyttade hit från kuststäderna eller södra Sverige och en del samer, som redan bodde i trakten, valde att bli bofasta. Man hade tänkt sig att lappmarken skulle bli Sveriges kornbod och kunna försörja även den svenska militären med korn. Så blev som bekant inte fallet, eftersom odlingsförhållandena inte är de bästa i dessa delar av landet. Man fick kämpa ganska hårt bara för att få tag på mat som skulle räcka över den långa vintern till sina egna kreatur.
Åren 1875–1904 fanns ett statligt småskoleseminarium i Mattisudden.

### Befolkningsutveckling
| Befolkningsutvecklingen i Mattisudden 1990–2015                                                                       | Befolkningsutvecklingen i Mattisudden 1990–2015 | Befolkningsutvecklingen i Mattisudden 1990–2015 | Befolkningsutvecklingen i Mattisudden 1990–2015 | Befolkningsutvecklingen i Mattisudden 1990–2015 |
| --- | ----------------------------------------------- | ----------------------------------------------- | ----------------------------------------------- | ----------------------------------------------- |
| |                                                 |                                                 |                                                 |                                                 |
| År |                                                 |                                                 | Folkmängd                                       | Areal (ha)                                      |
| 1990 | 1990                                            |                                                 | 76                                              | 27##                                            |
| 1995 | 1995                                            |                                                 | 75                                              | 27#                                             |
| 2000 | 2000                                            |                                                 | 83                                              | 27#                                             |
| 2005 | 2005                                            |                                                 | 83                                              | 27#                                             |
| 2010 | 2010                                            |                                                 | 78                                              | 27#                                             |
| 2015 | 2015                                            |                                                 | 51                                              | 26#                                             |
| Anm.: Ny småort 1995. # Som småort. ## Befolkningen 31 december 1990 inom det område som avgränsades som småort 1995. |                                                 |                                                 |                                                 |                                                 |

På grund av ändrad metod är småortsavgränsningarna 1990 och 1995 samt 2010 och 2015 inte jämförbara. Mattisudden avgränsades inte som en småort 1990. Befolkningen den 31 december 2010 inom det område som avgränsades som en småort 2015 var endast 59 personer.